# Lapinlahti
Lapinlahti este o comună din Finlanda.